# 真飛聖
真飛聖 （日语：／ Matobu Sei，1976年10月13日—），日本藝人，出生於神奈川縣，曾是宝塚歌剧团花组男役TOP STAR。身高167cm，爱称：。中延学园高等学校肄業 （现朋优学院高等学校）。

## 個人形象
嗓音低沉性感，无论是贵公子姿容的王子貴族形象，还是性情粗暴的角色都能充分的凸显个性与情感，展现出色演技；舞姿优雅，舞台上魅力十足。是高汐巴、大浦みずき之後，許久未見的由其他組轉至花組，並当上花組TOP男役的生徒。
台下亲和，笑容温暖甜美，擅长家庭料理，并喜爱收集植物精油；另外，嚴謹認真的性格和时而自然幽默的表現形成的對比，也是吸引觀眾的獨有魅力。

## 入团契机
从小学习芭蕾，不過並没有看过宝塚的舞台表演。直到初中3年级暑假开学式時，寶塚迷的朋友强烈推荐劇團的雜誌「歌剧」，看到雜誌中星组日向薫，紫苑ゆう，麻路さき穿著黑色褲裝，站在旧大剧场大廳前红地毯合照彩頁的瞬间，突然出現了「我也想進入這裡」的想法。第一次看寶塚歌劇是看過雜誌後才去看的花組大劇場公演，之後就下定決心要參加音樂學校的入學考試。

## 略歷
- 1993年，宝塚音乐学校入学，為音樂學校81期生。同期有悠真伦 （花组），已畢業的OG則有大和悠河 （原宙组TOP）、花瀬みずか （原月組副組長）、ふづき美世 （原花组娘役Top）、舞风りら （原雪组娘役Top）、兰香レア （原雪組男役Star）、樁火呂花 （原宙組男役Star）等人。
- 1995年3月，进入宝塚歌剧团，初舞台為星組公演『国境のない地図 （沒有國境的地圖）』。
- 1995年7月，星组配属。
- 2005年8月15日，组替至花组。
- 2006年12月1日, 因彩吹真央組替至雪組,就任花組二番手
- 2007年12月25日，花组主演男役就任。相手役为櫻乃彩音（2007年12月-2010年5月），兰乃はな（2010年6月- )。
- 2009年1月14日，首張個人CD『花舞』发行，其中《One》为自己填词。
- 2009年9月17日，平成21年度川崎市文化賞，「川崎市アゼリア輝賞」受賞。
- 2010年10月20日,宣佈將於2011年4月24日退團
- 2010年10月21日,舉辦退團記者會
- 2011年4月24日,宝塚歌剧團退團

## 主要舞台歷
以下簡述依年份，公演劇場，公演劇目，公演角色，其他說明…順序排列。
- 1995年3月，星組公演『国境のない地図 （沒有國境的地圖）』。初舞台公演。

### 星組時代（1995 - 2005年）
- 1996年11月 - 1997年3月，『エリザベート （伊莉莎白）』黒天使；新人公演：ジュラ （Djura） （匈牙利獨立運動革命軍之一，本役：彩輝直）
- 1998年4月 - 5月，全國巡迴公演，『ダル・レークの恋』。初次參加全国巡迴公演演出。
- 1999年2月 - 6月，『WEST SIDE STORY （西城故事）』ベイビー・ジョーン （Baby John）；新人公演：リフ （Riff） （本役：絵麻緒ゆう）
- 1999年10月 - 11月『我が愛は山の彼方に （我的愛在山之彼方）／グレート・センチュリー （Great Century）』高麗軍兵士2；新人公演：朴秀民 （本役：稔幸），新人公演初主演。

同公演東京役替公演：
2000年1月 - 2月，1000days劇場，1/2 - 17、1/22 - 31、2/5 - 6 高麗軍兵士2；1/18 - 21、2/1 - 4 竜林；新人公演：朴秀民 （本役：稔幸）
- 1999年12月，バウホール／青年館，『エピファニー』安東新五郎。
- 2000年6月，德國柏林FRIEDRICHSTADT PALAST劇場，『宝塚 雪・月・花／サンライズ・タカラヅカ』。初次海外公演。
- 2001年1月 - 2月，『花の業平／夢は世界を翔けめぐる』秋宗；新人公演：在原業平 （新人公演主演，本役：稔幸）

2001年11月 - 12月，東京宝塚劇場，『花の業平／サザンクロス･レビューII』秋宗；新人公演：在原業平 （新人公演主演，本役：香寿たつき）
- 2001年3月 - 5月，東京宝塚劇場／8月～10月，宝塚大劇場，『ベルサイユのばら2001―オスカルとアンドレ編― （凡爾賽玫瑰2001－奥斯卡與安德烈篇－）』アラン・ド・ソワソン （Alain de Soissons）；新人公演：オスカル・フランソワ・ド・ジャルジェ （Oscar François de Jarjayes） （新人公演主演、本役：稔幸）
- 2002年，バウホール／青年館，『ヴィンターガルテン （冬季花園）』クラウス・アウゲンターラー （Klaus Augenthaler）。バウホール初主演 （與朝澄けい雙主演）。
- 2003年5月，日生剧场，『雨に唄えば （萬花嬉春）』リナ・ラモント （Lina Lamont），第一次挑戰女性角色。此公演亦為寶塚歌劇團第一次在日生劇場舉行的公演。
- 2003年12月，梅田コマ劇場，『シンデレラ （灰姑娘）』クリス王子，外部出演。
- 2004年7月，バウホール／青年館，『花のいそぎ』小野篁，初單獨バウホール主演。
- 2005年3月，晚餐秀『Sky Blue』。初晚餐秀，於寶塚、博多、東京三地舉辦，共演者為。
- 2005年5月 - 8月，『長崎しぐれ坂／ソウル・オブ・シバ！』 さそり

### 花組時代 （2005 - 2007年）
- 2005年11月，『落陽のパレルモ （夕陽巴勒莫）／Asian Winds!』 ロドリーゴ・サルヴァトーレ・フォンティーニ伯爵 （Count Rodrigo Salvatore Fontini），初次參加花組公演。
- 2006年6月 - 10月，『Phantom』フィリップ・ドゥ・シャンドン伯爵
- 2006年11月，シアター・ドラマシティー，『MIND TRAVELLER』マックス・プラマー （Max Palmer） 。シアター・ドラマシティー初主演。
- 2007年2月 - 5月，『明智小五郎の事件簿 -黒蜥蜴- ／TUXEDO JAZZ』雨宮潤一
- 2007年7月，梅田芸術劇場，『源氏物語　あさきゆめみしⅡ』刻の霊
- 2007年9月 - 12月，『アデュー・マルセイユ （Adieu Marseille）／ラブ・シンフォニー （Love Symphony）』シモン・ベラール

### 花組主演男役時代（2007年～2011年）
- 2008年2月2日 - 2月25日，中日剧场，『メランコリック・ジゴロ（Melancholic Gigolo）／ラブ・シンフォニーⅡ （Love Symphony Ⅱ）』 ダニエル （Daniel）。TOP後初作品。
- 2008年5月9日 - 8月17日，『愛と死のアラビア （愛与死的阿拉伯）／Red Hot Sea』トマス・キース （Thomas Keith），大剧场披露公演。
- 2008年，全国巡迴公演，『外伝ベルサイユのばら－アラン編－ （凡尔赛玫瑰外传－亞蘭篇－）／Enter the Revue』 アラン・ド・ソワソン （Alain de Soissons）
- 2009年1月 - 3月，『太王四神記』タムドク （談德）
- 2009年5月，全国巡迴公演，『哀しみのコルドバ （悲伤的科尔多瓦）／Red Hot SeaⅡ』  エリオ・サルバトール （Elio Salvador）
- 2009年7月，「ME AND MY GIRL」ビル （ウィリアム）･スナイブスン （Bill Snibson）
- 2009年9月 - 11月，『外伝ベルサイユのばら－アンドレ編－ （凡尔赛玫瑰外传－安德烈篇－）／EXCITER!!』アンドレ・グランディエ （André Grandier）
- 2009年12月 - 2010年1月，シアター・ドラマシティー，『相棒』杉下右京
- 2010年3月 - 5月，『虞美人-新的传说-』，項羽
- 2010年7月 - 10月，『麗しのサブリナ／EXCITER!!』ライナス・ララビー （Linus Larrabee）
- 2010年11月 - 12月，全国巡迴公演，『メランコリック・ジゴロ（Melancholic Gigolo）／ラブ・シンフォニー（Love Symphony）』  ダニエル （Daniel）
- 2011年2月 - 4月，『愛のプレリュード』『Le Paradis!!（ル パラディ）－聖なる時間（とき）－』
- 2011年3月, 真飛聖ディナーショー『For YOU』

## 退出寶塚劇團後

### 電視劇
- 實習醫37歲（2012）- 飾 相澤直美
- 戀愛鑑定 第4話（2012）- 飾 沢田かのり
- 相棒 第11季 - 第13季（2012 - 2015）- 飾 笛吹悅子
- 黒猫、ときどき花屋（2013）- 飾 衣川溫子
- Dr.倫太郎（2015）- 飾 矢部街子
- 別讓我走（2016）- 飾 Madam
- 山一證券 最後の聖戦（2015年8月） - 飾 蒲生
- 遺產爭族（2015年10月 - 12月） - 飾 金沢利子
- 土曜推理劇場「殺人の債権」（2016年6月25日） - 飾 宗形鮎子
- 擁有神之舌的男人 第4話（2016年7月29日） - 飾 赤池栄子
- 宮部みゆきサスペンス「模倣犯」（2016年9月22日・23日） - 飾 浅井祐子
- IQ246〜華麗事件簿〜（2016） - 飾 今市種子
- 鐵證懸案～真相之門～ 第1話（2016）- 飾 佐伯香奈恵
- 感情8號線 第4話 - 第6話（2017） - 飾 芙美
- 鄰居家的月亮比較圓（2018） - 飾 小宮山深雪
- 未解決之女 警視廳文書搜查官 第4話（2018）- 飾 藤田里美
- 三個歐吉桑 2019新春特別企劃~三個歐吉桑歸來~平成最後的惡棍大亂鬥大成功SP!（2019）- 飾 峰岸美鈴
- 房仲女王2 第6話 - 第8話（2019）- 飾 三鄉楓
- 輪到你了（2019）- 飾 北川澄香
- FLY!BOYS, FLY! 〜我們第一次當CA〜（2019）- 飾 霧沢麗子
- SEDAI WARS（2020）- 飾 白井優子
- 駐在刑警 Season2 第5話（2020）- 飾 羽川由香里
- 特搜9 season3 第3話（2020）- 飾 江藤ゆり子
- 明治開化 新十郎偵探帖（2020） - 飾 夢之助
- 名偵探主廚 第6話（2021）- 飾 串本法子
- 白飯修行僧 第4話（2022）- 飾 柏原瞳
- 競爭的維護者 第6話（2022）- 飾 赤羽千尋
- 魔法翻新 第6話（2022）- 飾 飯星靖子
- 科搜研之女 2022 Season22 第8話（2023）- 飾 曽根くるみ
- 佔領大醫院（2023）- 飾 白鬼 / 日向ゆり子
- 犯罪家族（2023）- 飾 佐佐木陽
- Fixer Season2（2023）- 飾 橫宮妃呂子
- 落日（2023）- 飾 長谷部真理
- 因為你把心給了我（2024）- 飾 逢原霞美
- 微笑俄羅斯娃娃（2024）- 飾 鈴木由紀
- DOPE 麻藥取締部特搜課（2025）- 飾 才木美和子
- 怪物（2025）- 飾 遠藤翔子

### 電影
- 謝罪大王（2013）
- 相棒 劇場版3- 巨大密室孤島（2014）
- 柘榴坂的復仇（2014）
- 黑金丑島君 4 The Final－身世大解密 今井万里子（2016）
- 娼年（2018）
- T校！籃球瘋（2018）
- 午夜天鵝（2020）
- オレたち応援屋!!（2020）
- 輪到你了 劇場版（2021）
- 近江商人，跑吧！（2022）
- Matching（2024）
- 52赫茲的鯨魚們（2024）

### 舞台劇
- 恋と音楽
- 恋と音楽II
- 恋と音楽 FINAL
- 窈窕淑女
- もとの黙阿弥（2015年）